# Diplotaxis languida
Diplotaxis languida är en skalbaggsart som beskrevs av Leconte 1878. Diplotaxis languida ingår i släktet Diplotaxis och familjen Melolonthidae. Inga underarter finns listade i Catalogue of Life.